# Czajczyńce
Czajczyńce (ukr. Чайчинці) – wieś na Ukrainie w rejonie krzemienieckim obwodu tarnopolskiego.

## Zabytki
- pałac letni zbudowany przez ks. Michała Wiśniowieckiego dla żony Tekli z Radziwiłłów, od której imienia Czajczyńce przez pewien czas nazywały się Teklampolem[2]. Struktura pałacu, wskazuje analogię nie z Wiśniowcem, ale z pałacem księcia Pawła Sanguszki budowanym w Zasławiu w latach 1746-1757 przez Pawła Fontanę. Podobieństwo z Zasławiem polega na piętrzeniu bryły zarówno w widoku frontalnym, jak też bocznym. Część środkowa, najwyższa, opięta wielkim porządkiem, podnosiła monumentalność budowli. Najniższe elementy narożne nie zostały wysunięte, jak pawilony-alkierze w Wiśniowcu, ale wciśnięte w ramiona wyższych członów korpusu pałacu[4]. Pałac spłonął podczas I wojny światowej.